# José Dudinck
José Dudinck fue un religioso y escritor del ducado de Güeldres, Países Bajos, en el siglo XVII.
Ueber Jodoci a Dudinck primus, quantum scio, meminit Valer. Andreas Desselius in Bibliotheca Belg. p. 593, eumque dicit fuisse Canonicum Resensem et Pastorem Vinensem ad Rhenum, pari inter Resam et Sanctense oppidum intervallo. ( cita sacada de la obra de Robert Naumann Serapeum, Leipzig, T.O. Weigel, 1864).

## Biografía
José fue canónigo de Ressen, ducado de Güeldres, hombre de gran erudición que pasa por autor de dos obras bibliográficas tan raras que no se indican más que condicionalmente en los catálogos de Groschuff y de Vogt, y que varios estudiosos como Schmidt, Sagitario no pudieron procurárselas ni aun manuscritas.

## Obras
- Andre Valere en su Bibliotheca beljica, Bruselas, 1739, 2 vols fue el primero en mencionar las siguientes obras suponiéndolas impresas en Colonia en 1643, en 8º:
  - Bibliothecariographia, hoc est; enumeratio omnium auctorum, operumque sub título bibliothecae, catalogi, indicis, nomenclatoris, athenarum ect., prodierunt.
  - Palatium Apollinis ac Palladis, hoc est;...., Coloniae, apud J. Kalchofen, 1643 8º.
  - El Padre Philippe Labbe en su obra Bibliotheca bibliothecarum y J. Hartzeim en Bibliotheca coloniensis no hicieron más que copiar lo dicho por Valere.
- Andre también le atribuye otras obras:
  - Synopsis bibliothecae marianae. hoc est;....
  - Mundus marianus, hoc est;....